# Костров, Константин Константинович
 Константин Константинович Костров — советский государственный и политический деятель, председатель Архангельского областного исполнительного комитета, депутат Верховного Совета СССР 7-го созыва.

## Биография
Родился в 1912 году в Городце Нижегородской губернии. Член ВКП(б) с 1931 года.
В 1931—1980 годах:
- помощник механика парохода (Верхне-Волжское речное пароходство),
- заведующий клубом, преподаватель фабрично-заводского училища завода имени Ульянова-Ленина в Чкаловске,
- начальник Механико-судового отдела Северного бассейна Управления речных путей морского речного флота,
- заведующий, заместитель заведующего Отделом водного транспорта Архангельского областного комитета ВКП(б),
- начальник Политического отдела Главного управления Северного морского пути при СМ СССР,
- заведующий Отделом транспорта — Транспортным отделом, заместитель секретаря, заведующий Промышленно-транспортным отделом Архангельского областного комитета ВКП(б) — КПСС,
- секретарь, 2-й секретарь Архангельского областного комитета КПСС,
- и. о. председателя Архангельского областного комитета КПСС (с 26 октября 1960 по ноябрь 1960),
- председатель СНХ Архангельского экономического административного района,
- 1-й заместитель председателя СНХ Северо-Западного экономического района,
- председатель Исполнительного комитета Архангельского областного Совета,
- заведующий Архивом Архангельского областного комитета КПСС.

Избирался депутатом Верховного Совета СССР 7-го созыва и Верховного Совета РСФСР 8-го созыва.
Умер в 1990 году.